# Université de Petra
Vous pouvez aider à l'améliorer ou bien discuter des problèmes sur sa page de discussion.
- Il ne cite pas suffisamment ses sources. Vous pouvez indiquer les passages à sourcer avec {{référence nécessaire}} ou {{Référence souhaitée}}, et inclure les références utiles en les liant aux notes de bas de page. (Marqué depuis août 2024)
- Certaines informations devraient être mieux reliées aux sources mentionnées dans la bibliographie ou les liens externes. Améliorez sa vérifiabilité en les associant par des références. (Marqué depuis août 2024)

- Archive Wikiwix
- Bing
- Cairn
- DuckDuckGo
- E. Universalis
- Gallica
- Google
- G. Books
- G. News
- G. Scholar
- Persée
- Qwant
- (zh) Baidu
- (ru) Yandex
- (wd) trouver des œuvres sur Wikidata

Pour les articles homonymes, voir Petra.
L'Université de Petra est une université privée à Amman, en Jordanie. L'université propose le programme de licence et de master et accueille des étudiants de plus de 33 nationalités, provenant de pays arabes et étrangers. Elle est située sur la route de l'aéroport et dispose d'un campus verdoyant ainsi que d'installations universitaires modernes.

## Description
L'université a été fondée en 1991, avec sa première promotion diplômée en 1994. Initialement appelée Jordan University for Women, elle était exclusivement réservée aux étudiantes. En 1999, son nom a été changé en "Université de Petra" lorsque l'université a adopté une politique permettant aux étudiants masculins de s'inscrire.
L'université compte environ 7 000 étudiants de premier et de deuxième cycles, dont plus de 1 265 étudiants internationaux, et environ 287 membres du corps enseignant, principalement jordaniens, avec quelques professeurs internationaux provenant de divers pays. 
Elle comprend les facultés suivantes:
- Technologie de l'information
- Architecture et Design
- Sciences Administratives et Financières (elle a été créé depuis la création de l'université en 1991)
- Arts et Sciences
- Droit
- Pharmacie et sciences médicales
- Communication de masse
- Ingénierie

Elle élargit son programme d'enseignement en 2024, avec la création de 14 nouvelles spécialisations, dont en logistique,  en analyse médicale et en  technologie et conception de films numériques, et ouvre une faculté de dentisterie. 

## Classement
L'université est classée dans la tranche des 600e à 800e du Times Higher Education World University Rankings  en 2024, et obtient un score de 5 étoiles au classement mondial des universités QS.